# Alive (film, 2004)
Pour les articles homonymes, voir Alive.
Pour plus de détails, voir Fiche technique et Distribution.
Alive est un film franco-belge réalisé par Frédéric Berthe, sorti en 2004.

## Synopsis
Alex Meyer, metteur en scène de comédies musicales connaît un passage à vide sentimental et artistique. Lorsqu'il se sent capable de « revenir » après trois ans d'inactivité, son producteur ne croit plus en lui. Aidé de Mathieu, un jeune compositeur surdoué, il tente de monter sa prochaine comédie musicale sans moyens, en faisant passer des castings dans un entrepôt prêté par un ami.

## Fiche technique
Sauf indication contraire, les informations mentionnées dans cette section peuvent être confirmées par la base de données cinématographiques IMDb,  présente dans la section « Liens externes ».
- Titre original : Alive
- Réalisation : Frédéric Berthe
- Scénario : Philippe Lyon et Ivan Calbérac, sur une idée de Julien Seri
- Musique : Maxim Nucci
- Décors : Mathieu Menut
- Costumes : Karen Muller Serreau
- Photographie : Philippe Pavans de Cecatty
- Son : Pierre Mertens, Sylvain Lasseur, Alain Lévy
- Montage : Antoine Batistelli et Hugues Darmois
- Production : Cyril Colbeau-Justin et Jean-Baptiste Dupont
  - Production exécutive : Christopher Granier-Deferre
  - Production déléguée : Hugues Darmois
  - Production associée : Arnauld de Battice, Michel de Launoit et Sylvain Goldberg
- Sociétés de production[1] :
  - France : KL Productions, en coproduction avec TF1 Films Productions
  - Belgique : AT-Production
- Sociétés de distribution[2] : TFM Distribution (France)
- Budget : 5,33 millions d’ €[3]
- Pays de production :  France,  Belgique
- Langue originale : français
- Format[4] : couleur - 35 mm
- Genre : comédie dramatique, comédie musicale
- Durée : 85 minutes
- Dates de sortie[5] :
  - France : 15 octobre 2004 (Festival international du film de Saint-Jean-de-Luz) ; 20 octobre 2004 (sortie nationale)
  - Belgique, Suisse romande : 20 octobre 2004[6],[7]
- Classification[8] :
  - France : tous publics[9]
  - Belgique : tous publics (Alle Leeftijden)[6]
  - Suisse romande : interdit aux moins de 7 ans[10]

## Distribution
- Richard Anconina : Alex Meyer
- Maxim Nucci : Mathieu
- Valeria Golino : Elisa
- Lionel Abelanski :  José
- Laëtitia Lacroix :  Sabrina
- Éric Naggar : Jérôme
- Véronique Biefnot :  Anna
- Fabienne Darnaud :  Coralie
- Sonia Lacen : Agathe
- Ginie Line : Sandra
- Christophe Willem : Henri
- Emmanuel Dahl : Miguel
- Side Hajjaji :  Tony
- Laurent Ban :  Antoine
- Frankie Wallach :  Audrey
- Laurie Felicio :  Laetitia
- Julien Courbey :  Steve
- Philippe Decq :  M. Marchand
- Stéphane de Groodt

## Bande originale
1. Vivant - Maxim Nucci[11]
2. Dis à l'Amour - Maxim Nucci
3. Jusqu'à la tolérance - Ginie Line
4. Entre la vie & l'amour - Ginie Line et Sonia Lacen
5. Pourquoi j'ai mal - Christophe Willem
6. Comme un soleil - Maxim Nucci et Sonia Lacen
7. À ceux qu'on aime - Maxim Nucci et Ginie Line
8. Dance Thingy (Instru) - Maxim Nucci
9. Le cœur, le corps - Ginie Line, Sonia Lacen, Fabienne Darnaud, Maxim Nucci, Emmanuel Dahl et Christophe Willem
10. Besoin d'elle au rendez-vous - Maxim Nucci
11. Écoute - Laurent Ban et Ginie Line
12. Kitchen - Emmanuel Dahl
13. Les Bleus de la vie - Laurent Ban et Fabienne Darnaud
14. Jam Scene (Instru) - Maxim Nucci
15. La Cour des Anges - Maxim Nucci